# スイーツバー
スイーツバーとは、お酒と本格的なスイーツが夜中まで楽しめる空間を指し、神戸市の三宮を中心に発展をした新たなるバー文化である。
通常のバーの洋酒を中心とした提供するスタイルとは違いスイーツバーではカクテルだけではなくノンアルコール類も充実している。またスイーツとのペアリングドリンクのメニューも豊富である。

## 特徴
スイーツ×バーを組み合わせた名称が「スイーツバー」である、バーで夜中まで本格的なスイーツとお酒を楽しめることが定義付けとされる。バーでスイーツとお酒のペアリングなどを提供するなど往来のバーでの楽しみ方の幅を広げることが可能。本格的なスイーツバーにはバーテンダーにソムリエ、パティシエと様々なジャンルのエキスパートがおもてなしをしてくれるお店も存在する。

## 歴史
スイーツバーが一時話題になったのは、皿に盛ったデザート「アシェットデセール」とお酒を楽しめるスイーツバー。「食べられるアート」をテーマに五感で楽しめる新たな体験を提案したシンガポール出身のパティシエ・JANICE WONG（ジャニス・ウォン）氏が作ったスイーツを味わえる「ジャニス・ウォン」という東京の新宿にあるお店の存在も大きいと言えるでしょう。現在は閉店になっていますが、バーとスイーツのコラボレーションが実現したお店だったと言えます。また、大阪の北新地にあるスイーツバー「フィナンシェ」はこだわりぬいた極上デザートと、美味しい料理をコースで頂ける、美味しい料理と美味しいお酒に囲まれたい女子会などの食事会に大好評となっている人気店です。スイーツもドリンクも、月替わりでメニューが変化するので、行くたびに新しい発見ができると、スイーツ好きもお酒好きも大満足のクオリティを誇っていると話題です。アシェットデセールのスタイルのコースをバーとコラボレーションをした数少ないお店になります。
神戸では2014年にBAR足跡というお店が「スイーツバー足跡」に業態チェンジをして、2019年には系列店で日本初となる製菓会社とタイアップした「スイーツバーASHIOTO」というお店が誕生する。
全国的にも近年スイーツバーは出店が増加しており知名度は上がってきている。

## スイーツバー店舗一覧
- スイーツバーASHIOTO
- スイーツバー足跡
- Sweets&bar Mont Pignon（スイーツバーモンピニョン）
- Toshi Yoroizuka Mid Town
- ミラヴィル インパクト
- PARADIS
- BRASSERIE D & SWEETROOM
- Lafrutta（ラフルッタ）
- デセール ル コントワール
- POIRE de junesse
- フィナンシェ
- フロランタン